# Cod ATC B06
Codul ATC B06 Alte preparate hematologice este o parte a sistemului de clasificare anatomică, terapeutică și chimică a medicamentelor, un sistem dezvoltat de către Organizația Mondială a Sănătății (OMS) pentru clasificarea medicamentelor și a altor produse medicinale. Subgrupul B06 este o parte a grupului B Sânge și organe hematopoetice.
Codurile pentru preparatele de uz veterinar sunt create prin alipirea literei Q în fața codului ATC corespunzător produsului pentru uz uman; de exemplu, QB06. 

## B06A Alte preparate hematologice

### B06AAEnzime
B06AA02 Fibrinolizină și dezoxiribonuclează
B06AA03 Hialuronidază
B06AA04 Chimotripsină
B06AA07 Tripsină
B06AA10 Dezoxiribonuclează
B06AA55 Streptokinază, combinații

### B06AB Produși dehem
B06AB01 Hemină

### B06AC Medicamente utilizate înangioedem ereditar
B06AC01 Inhibitor-C1, derivat de plasmă
B06AC02 Icatibant
B06AC03 Ecalantidă
B06AC04 Conestat alfa
B06AC05 Lanadelumab
B06AC06 Berotralstat

### B06AX Alte produse hematologice
B06AX01 Crizanlizumab
B06AX02 Betibeglogen autotemcel
B06AX03 Voxelotor
B06AX04 Mitapivat